# Lista de jogadores da MLB que rebateram um home run em sua primeira vez ao bastão nas grandes ligas

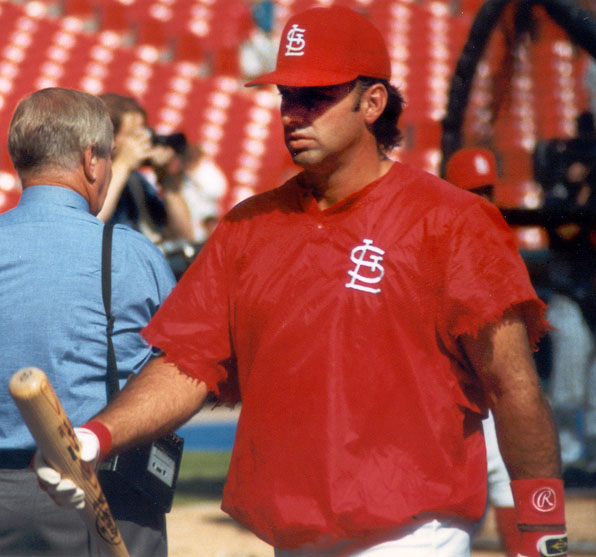
Gary Gaetti é o líder em todos os tempos em home runs entre os jogadores que rebateram um home run em sua primeira vez ao bastão.

Esta é a lista dos 118 jogadores da Major League Baseball (MLB) que rebateram um home run em sua primeira vez ao bastão nas grandes ligas. A lista está atualizada até 30 de maio de 2017.

## Campo
| # | Denota que o home run foi rebatido no primeiro arremesso |
| & | Denota que o home run foi um grand slam                  |
| † | Eleito para o Baseball Hall of Fame                      |
| * | Denota jogador ainda ativo                               |
| ! | Denota que os home runs foram rebatidos concutivamente   |

## Lista

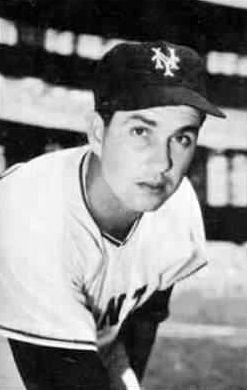
Membro do Hall da Fama, o arremessador Hoyt Wilhelm rebateu um HR na sua primeira vez ao bastão.

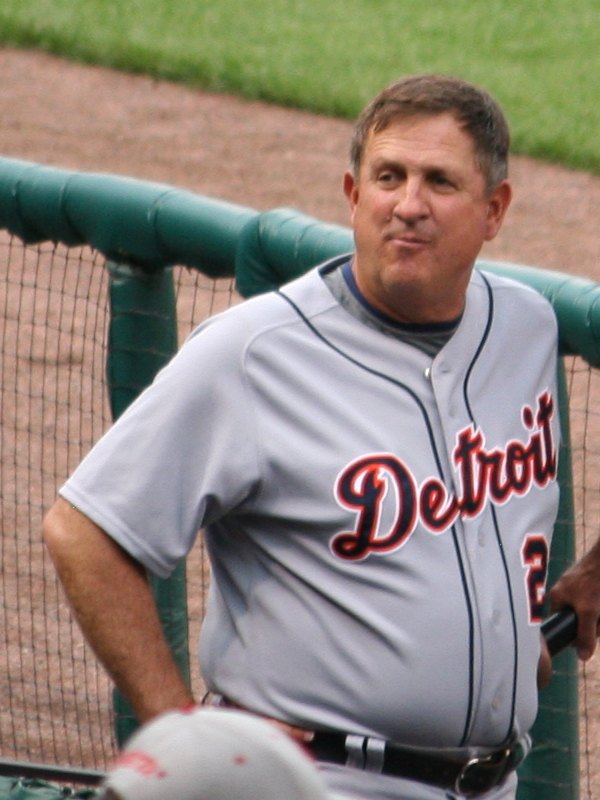
Gene Lamont rebateu quatro HRs na carreira.

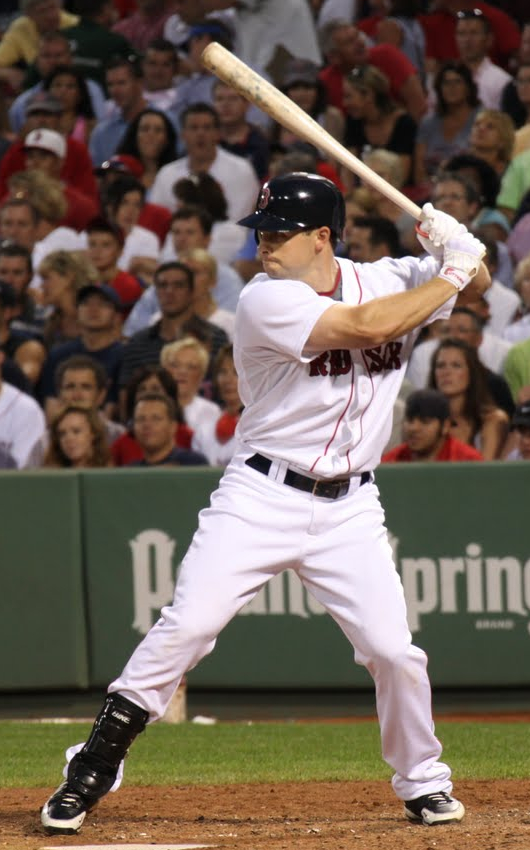
Daniel Nava é um dos quatro jogadores a rebater um grand slam em sua primeira vez ao bastão e um dos dois a rebatê-lo no primeiro arremesso.

| Jogador             | Time                          | Data                   | HRs na carreira |
| ------------------- | ----------------------------- | ---------------------- | --------------- |
| Joe Harrington      | Boston Beaneaters             | 10 de Setembro de 1895 | 3               |
| Bill Duggleby&      | Philadelphia Phillies         | 21 de Abril de 1898    | 6               |
| Johnny Bates        | Boston Beaneaters             | 12 de Abril de 1906    | 25              |
| Luke Stuart         | St. Louis Browns              | 8 de Agosto de 1921    | 1               |
| Walter Mueller#     | Pittsburgh Pirates            | 7 de Maio de 1922      | 2               |
| Earl Averill†       | Cleveland Indians             | 16 de Abril de 1929    | 238             |
| Clise Dudley#       | Brooklyn Dodgers              | 27 de Abril de 1929    | 3               |
| Gordon Slade        | Brooklyn Dodgers              | 24 de Maio de 1930     | 8               |
| Eddie Morgan#       | St. Louis Cardinals           | 14 de Abril de 1936    | 1               |
| Ace Parker          | Philadelphia Phillies         | 30 de Abril de 1937    | 2               |
| Gene Hasson         | Philadelphia Athletics        | 9 de Setembro de 1937  | 4               |
| Ernie Koy           | Brooklyn Dodgers              | 19 de Abril de 1938    | 36              |
| Heinie Mueller      | Philadelphia Phillies         | 19 de Abril de 1938    | 17              |
| Bill LeFebvre#      | Boston Red Sox                | 10 de Junho de 1938    | 1               |
| Clyde Vollmer#      | Cincinnati Reds               | 31 de Maio de 1942     | 69              |
| Paul Gillespie      | Chicago Cubs                  | 11 de Setembro de 1942 | 6               |
| Buddy Kerr          | New York Giants               | 8 de Setembro de 1943  | 31              |
| Hack Miller         | Detroit Tigers                | 23 de Abril de 1944    | 1               |
| Whitey Lockman      | New York Giants               | 5 de Julho de 1945     | 114             |
| Eddie Pellagrini    | Boston Red Sox                | 22 de Abril de 1946    | 20              |
| Dan Bankhead        | Brooklyn Dodgers              | 26 de Agosto de 1947   | 1               |
| George Vico#        | Detroit Tigers                | 20 de Abril de 1948    | 12              |
| Les Layton          | New York Giants               | 21 de Maio de 1948     | 2               |
| Ed Sanicki          | Philadelphia Phillies         | 14 de Setembro de 1949 | 3               |
| Ted Tappe           | Cincinnati Reds               | 14 de Setembro de 1950 | 5               |
| Bob Nieman          | St. Louis Browns              | 14 de Setembro de 1951 | 125             |
| Hoyt Wilhelm†       | New York Giants               | 23 de Abril de 1952    | 1               |
| Wally Moon          | St. Louis Cardinals           | 13 de Abril de 1954    | 142             |
| Chuck Tanner#       | Milwaukee Braves              | 12 de Abril de 1955    | 21              |
| Bill White          | New York Giants               | 7 de Maio de 1956      | 202             |
| Frank Ernaga        | Chicago Cubs                  | 24 de Maio de 1957     | 2               |
| Don Leppert         | Pittsburgh Pirates            | 18 de Junho de 1961    | 15              |
| Cuno Barragan       | Chicago Cubs                  | 1º de Setembro de 1961 | 1               |
| Bob Tillman         | Boston Red Sox                | 19 de Maio de 1962     | 79              |
| John Kennedy        | Washington Senators           | 5 de Setembro de 1962  | 32              |
| Buster Narum        | Baltimore Orioles             | 5 de Maio de 1963      | 3               |
| Gates Brown         | Detroit Tigers                | 19 de Junho de 1963    | 84              |
| Bert Campaneris#    | Kansas City Athletics         | 23 de Julho de 1964    | 79              |
| Bill Roman          | Detroit Tigers                | 30 de Setembro de 1964 | 1               |
| Brant Alyea#        | Washington Senators           | 12 de Setembro de 1965 | 38              |
| John Miller         | New York Yankees              | 11 de Setembro de 1966 | 2               |
| Rick Renick         | Minnesota Twins               | 11 de Julho de 1968    | 20              |
| Joe Keough          | Oakland Athletics             | 7 de Agosto de 1968    | 9               |
| Gene Lamont         | Detroit Tigers                | 2 de Setembro de 1970  | 4               |
| Don Rose#           | California Angels             | 24 de Maio de 1972     | 1               |
| Benny Ayala         | New York Mets                 | 27 de Agosto de 1974   | 38              |
| Reggie Sanders      | Detroit Tigers                | 1º de Setembro de 1974 | 3               |
| John Montefusco     | San Francisco Giants          | 3 de Setembro de 1974  | 4               |
| José Sosa           | Houston Astros                | 30 de Julho de 1975    | 1               |
| Dave McKay          | Minnesota Twins               | 22 de Agosto de 1975   | 21              |
| Johnnie LeMaster    | San Francisco Giants          | 2 de Setembro de 1975  | 22              |
| Alvis Woods#        | Toronto Blue Jays             | 7 de Abril de 1977     | 35              |
| Dave Machemer       | California Angels             | 21 de Junho de 1978    | 1               |
| Tim Wallach         | Montreal Expos                | 6 de Setembro de 1980  | 260             |
| Gary Gaetti         | Minnesota Twins               | 20 de Setembro de 1981 | 360             |
| Carmelo Martínez    | Chicago Cubs                  | 22 de Agosto de 1983   | 108             |
| Mike Fitzgerald     | New York Mets                 | 13 de Setembro de 1983 | 48              |
| Andre David         | Minnesota Twins               | 29 de Junho de 1984    | 1               |
| Will Clark          | San Francisco Giants          | 8 de Abril de 1986     | 284             |
| Terry Steinbach     | Oakland Athletics             | 12 de Setembro de 1986 | 162             |
| Jay Bell#           | Cleveland Indians             | 29 de Setembro de 1986 | 195             |
| Ricky Jordan        | Philadelphia Phillies         | 17 de Julho de 1988    | 55              |
| Junior Félix#       | Toronto Blue Jays             | 4 de Maio de 1989      | 55              |
| José Offerman       | Los Angeles Dodgers           | 19 de Agosto de 1990   | 57              |
| Dave Eiland         | San Diego Padres              | 10 de Abril de 1992    | 1               |
| Jim Bullinger#      | Chicago Cubs                  | 8 de Junho de 1992     | 4               |
| Jay Gainer#         | Colorado Rockies              | 14 de Maio de 1993     | 3               |
| Mitch Lyden         | Florida Marlins               | 16 de Junho de 1993    | 1               |
| Garey Ingram        | Los Angeles Dodgers           | 19 de Maio de 1994     | 3               |
| Jon Nunnally        | Kansas City Royals            | 29 de Abril de 1995    | 42              |
| Jermaine Dye        | Atlanta Braves                | 17 de Maio de 1996     | 325             |
| Dustin Hermanson    | Montreal Expos                | 16 de Abril de 1997    | 2               |
| Brad Fullmer        | Montreal Expos                | 2 de Setembro de 1997  | 114             |
| Marlon Anderson     | Philadelphia Phillies         | 8 de Setembro de 1998  | 63              |
| Carlos Lee          | Chicago White Sox             | 7 de Maio de 1999      | 358             |
| Guillermo Mota      | Montreal Expos                | 9 de Junho de 1999     | 2               |
| Esteban Yan#        | Tampa Bay Devil Rays          | 4 de Junho de 2000     | 1               |
| Alex Cabrera        | Arizona Diamondbacks          | 26 de Junho de 2000    | 5               |
| Keith McDonald      | St. Louis Cardinals           | 4 de Julho de 2000     | 3               |
| Chris Richard#      | St. Louis Cardinals           | 17 de Julho de 2000    | 34              |
| Gene Stechschulte#  | St. Louis Cardinals           | 17 de Abril de 2001    | 1               |
| Marcus Thames#      | New York Yankees              | 10 de Junho de 2002    | 115             |
| Miguel Olivo*       | Chicago White Sox             | 15 de Setembro de 2002 | 145             |
| Dave Matranga       | Houston Astros                | 27 de Junho de 2003    | 1               |
| Kazuo Matsui#       | New York Mets                 | 6 de Abril de 2004     | 32              |
| Héctor Luna         | St. Louis Cardinals           | 8 de Abril de 2004     | 15              |
| Greg Dobbs          | Seattle Mariners              | 8 de Setembro de 2004  | 46              |
| Andy Phillips#      | New York Yankees              | 26 de Setembro de 2004 | 14              |
| Mike Jacobs         | New York Mets                 | 21 de Agosto de 2005   | 100             |
| Jeremy Hermida&     | Florida Marlins               | 31 de Agosto de 2005   | 65              |
| Mike Napoli*        | Los Angeles Angels of Anaheim | 4 de Maio de 2006      | 267             |
| Adam Wainwright*#   | St. Louis Cardinals           | 24 de Maio de 2006     | 10              |
| Kevin Kouzmanoff*#& | Cleveland Indians             | 2 de Setembro de 2006  | 87              |
| Charlton Jimerson#  | Houston Astros                | 4 de Setembro de 2006  | 2               |
| Josh Fields         | Chicago White Sox             | 18 de Setembro de 2006 | 34              |
| Elijah Dukes        | Tampa Bay Devil Rays          | 2 de Abril de 2007     | 31              |
| Mark Worrell        | St. Louis Cardinals           | 5 de Junho de 2008     | 1               |
| Luiz Montañez       | Baltimore Orioles             | 6 de Agosto de 2008    | 5               |
| Mark Saccomanno#    | Houston Astros                | 8 de Setembro de 2008  | 1               |
| Jordan Schafer*     | Atlanta Braves                | 5 de Abril de 2009     | 12              |
| Gerardo Parra*      | Arizona Diamondbacks          | 13 de Maio de 2009     | 74              |
| John Hester*        | Arizona Diamondbacks          | 28 de Agosto de 2009   | 6               |
| Jason Heyward*      | Atlanta Braves                | 5 de Abril de 2010     | 117             |
| Luke Hughes         | Minnesota Twins               | 28 de Abril de 2010    | 8               |
| Starlin Castro*     | Chicago Cubs                  | 7 de Maio de 2010      | 100             |
| Daniel Nava&#*      | Boston Red Sox                | 12 de Junho de 2010    | 29              |
| J. P. Arencibia#    | Toronto Blue Jays             | 7 de Agosto de 2010    | 80              |
| Brandon Guyer*      | Tampa Bay Rays                | 6 de Maio de 2011      | 27              |
| Tommy Milone*#      | Washington Nationals          | 3 de Setembro de 2011  | 1               |
| Brett Pill          | San Francisco Giants          | 6 de Setembro de 2011  | 9               |
| Starling Marte*#    | Pittsburgh Pirates            | 26 de Julho de 2012    | 70              |
| Eddy Rodríguez*     | San Diego Padres              | 2 de Agosto de 2012    | 1               |
| Jurickson Profar*   | Texas Rangers                 | 2 de Setembro de 2012  | 14              |
| Jorge Soler*        | Chicago Cubs                  | 27 de Agosto de 2014   | 34              |
| Eddie Rosario*#     | Minnesota Twins               | 6 de Maio de 2015      | 57              |
| Daniel Norris*      | Detroit Tigers                | 19 de Agosto de 2015   | 1               |
| Willson Contreras*# | Chicago Cubs                  | 19 de Junho de 2016    | 34              |
| Tyler Austin!*      | New York Yankees              | 13 de agosto de 2016   | 12              |
| Aaron Judge!*       | New York Yankees              | 13 de agosto de 2016   | 65              |
| Paul DeJong*        | St. Louis Cardinals           | 28 de maio de 2017     | 32              |